# Jelení Hora
Jelení Hora (historicky Hiršperk, (polsky  Jelenia Góra, německy Hirschberg) je město v jihozápadním Polsku v Dolnoslezském vojvodství, má postavení samostatného městského okresu a zároveň je sídlem okresu Krkonoše. Je také sídlem polského zastoupení euroregionu Nisa. Leží na historickém území Dolního Slezska v rozlehlé středohorské kotlině obklopené horskými masivy Krkonoš, Janovického rudohoří, Kačavských hor a Jizerských hor v blízkosti hranice s Českem. Ve městě žije přibližně 77 tisíc obyvatel.
Území města se táhne od severovýchodu na jihozápad v délce skoro 30 km a jeho rozloha dosahuje 109,2 km². V roce 1976 byla k Jelení Hoře přičleněna města Slezské Teplice (Cieplice Śląskie-Zdrój) a Sobieszów, v roce 1998 pak Jagniątków, jehož katastr sahá až k státní hranici. K městu tak formálně patří severní svahy Dívčích i Mužských kamenů a nemalá část Krkonošského národního parku (polského).

## Historie
Většina obcí tvořících dnešní město vznikla ve 13. století v procesu osidlování dosud pustého Podkrkonoší německými kolonisty. Město bylo lokováno a vystavěno na pravidelném půdorysu kolem čtvercového náměstí s pravoúhlou sítí ulic.
K začlenění města do zemí Koruny české došlo v roce 1392 po smrti Anežky Habsburské, která město držela od roku 1368.
Po první slezské válce v roce 1742 byla tato oblast spolu s většinou Slezska připojena k Pruskému království, od roku 1871 v rámci Německého císařství. Spadala do provincie Slezsko, vládní obvod Lehnice. Po druhé světové válce se na základě Postupimské dohody stala součástí socialistického Polska. Původní německé obyvatelstvo bylo odsunuto a nahrazeno polskými přesídlenci z východních území postoupených SSSR, repatrianty ze západní Evropy a osadníky z centrálního Polska. V letech 1975–1998 byla Jelení Hora hlavním městem Jelenohorského vojvodství.

### Jelení Hora (Hiršperk)
Vlastní Jelení Hora neboli Hiršperk (německy Hirschberg) se rozkládá v severní části dnešního území města, na soutoku Bobru a Kamienné.

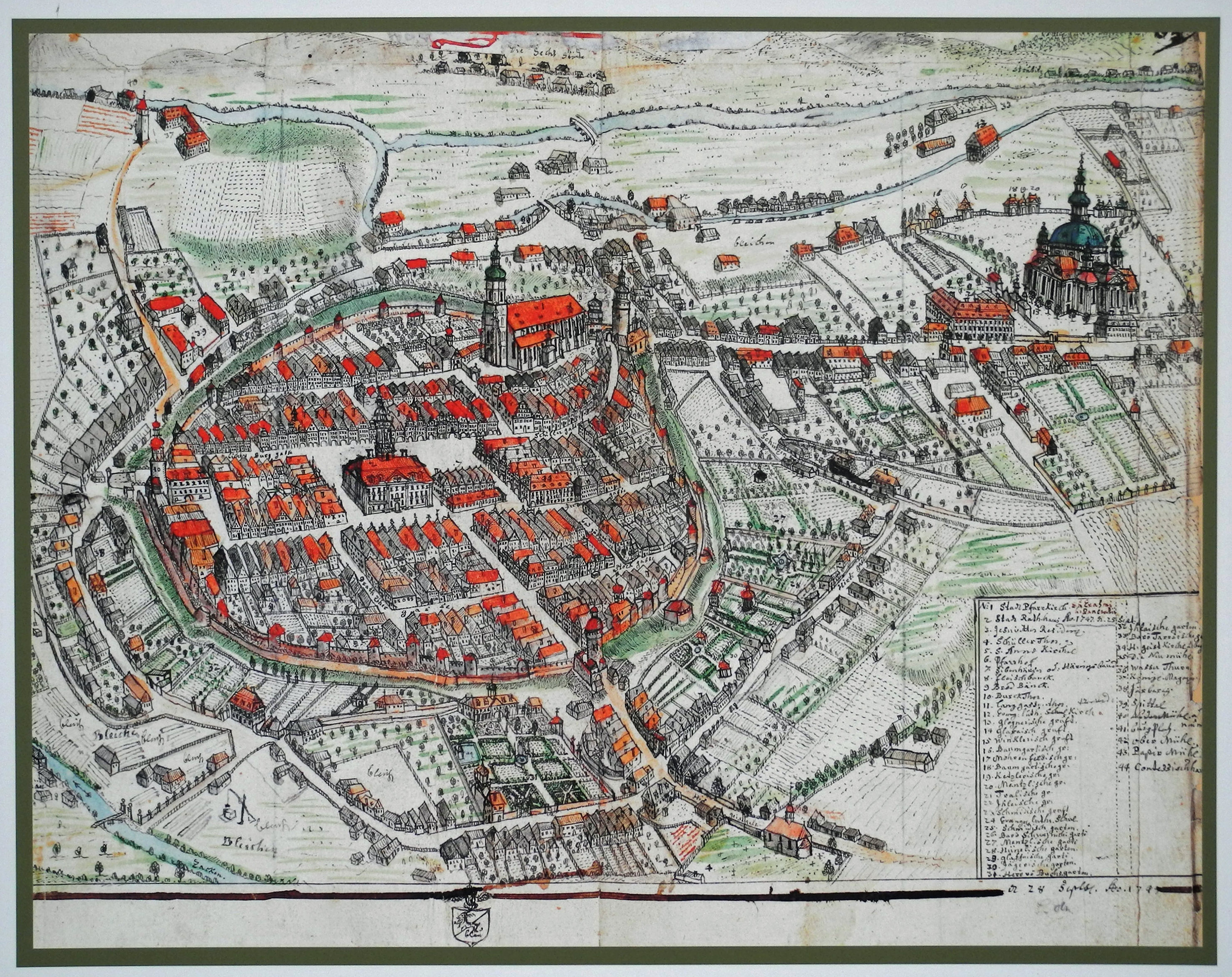
Hiršperk v roce 1747

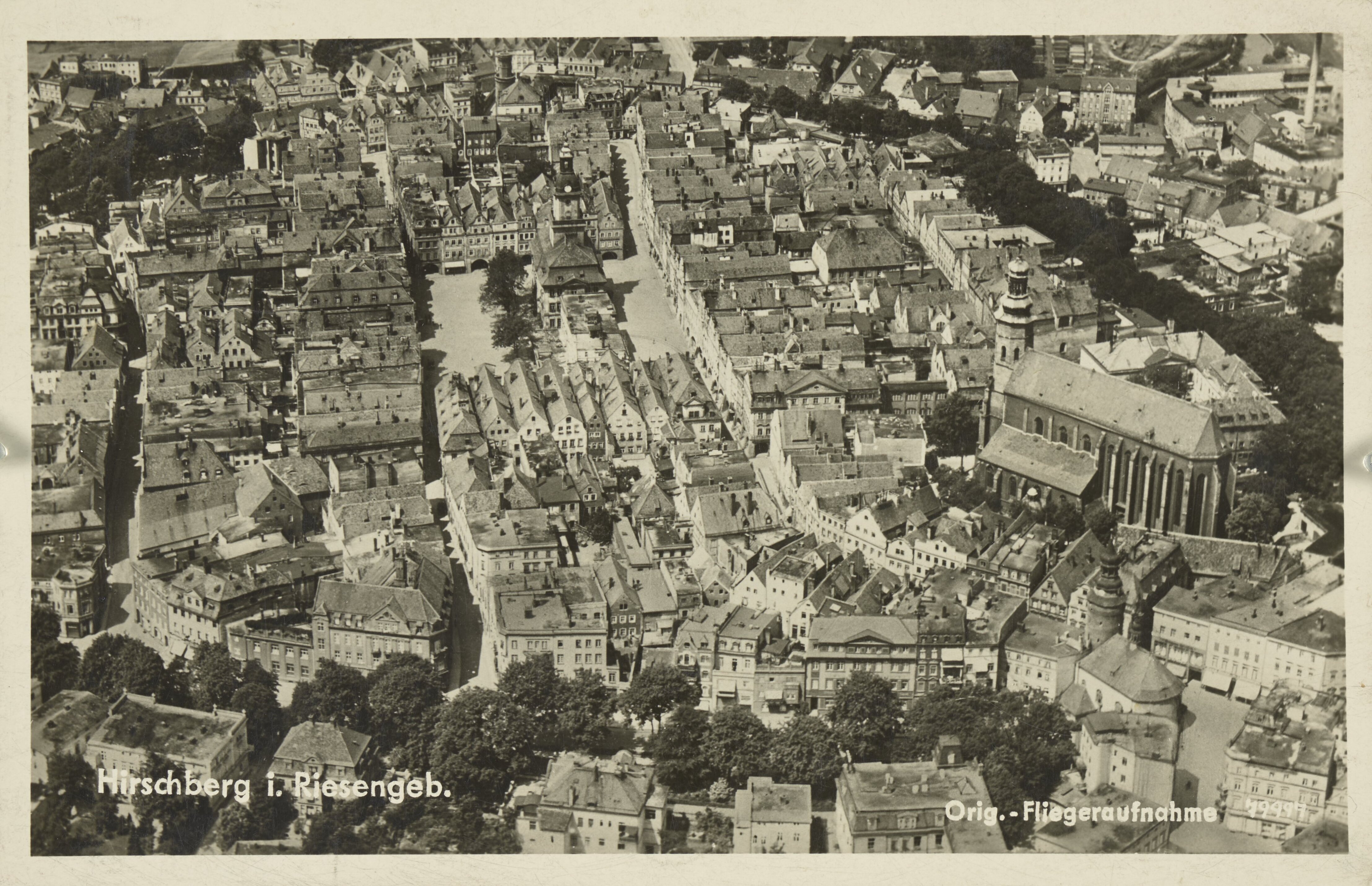
Pohled na historické centrum ve 40. letech 20. století

Před rokem 1281 Jelení Horu získal slezský Piastovec, lemberský kníže Bernard Hbitý († 1286). První zmínka o obci Hyrzberc se objevuje v jeho listině z roku 1281, jíž prodal sto lánů pozemků při řece Bobru nad Kamiennou johanitům ze Střehomi. „Našim občanům hiršperským“ (nostrorum civium Hyrsbergensium) povoluje Boleslav I. Surový v roce 1288 zřídit krčmu v Herischdorfu a jako město (civitas) je Hiršperk poprvé doložen k roku 1299 a obehnán hradbami. Ve druhé polovině 20. století propagované tvrzení, že město dal založit Boleslav III. Křivoústý v roce 1108 je pouhou legendou.
Za vlády knížete Bolka II. v roce 1338 získalo právo mílové, solní a horní, také tržní svobodu pro obchodování s Čechami. V roce 1361 mu bylo uděleno vážní a mincovní právo a uzavřelo celní unii s Vratislaví. Zůstalo součástí nezávislého Javorsko-svídnického knížectví nejdéle ze všech slezských knížectví.
Roku 1395 město včetně okolí dostal darem od krále Václava IV. Jan Krušina IV. z Lichtenburka, nejvyšší purkrabí, zemský hejtman a vévoda svídnicko-javorský. Roku 1404 Jelení Horu zase prodal. Husitské vojsko město vyplenilo, mezi jeho veliteli působil také syn předchozího majitele Jan Krušina V.
Rozkvět města pokračoval, roku 1502 mu český král Vladislav II. Jagellonský udělil právo svobodné volby městské rady a konání jednoho výročního trhu, k němuž císař Ferdinand II. připojil druhý výroční trh.
V raném novověku se Hiršperk stal významným střediskem textilní výroby, především lněných pláten. V roce 1630 obdržel od císaře Ferdinanda II. zvláštní privilegium na obchod s tylem. Roku 1658 byl zde první ve Slezsku cech obchodníků s textilem. Začínal se 17 členy, o sto let později jich měl již 127. I do zámoří se vyvážely hiršperské výrobky, obzvlášť voály.
Po nástupu náboženské reformace v roce 1524 se Jelení Hora stala jedním z jejích center a v roce 1566 zde byla založena její škola.
Od dob reformace ve městě převládali luteráni. Na základě Altranstädstké konvence zmírňující pobělohorský rekatolizační útlak zde byl po roce 1709 postaven jeden z šesti tzv. slezských kostelů milosti.

Plán města z roku 1935

Po připojení k Prusku v roce 1742 se Hiršperk stal sídlem okresu (Landkreis Hirschberg). Industrializace regionu navázala na dosavadní tradice, nicméně kromě textilního průmyslu se vyvíjela i jiná odvětví, např. strojírenství či papírenství. Urbanisticky se město rozšiřovalo hlavně východním a jihovýchodním směrem, kde vznikaly nové bloky činžovních domů a veřejné stavby. Na železnici bylo napojeno v roce 1866 prostřednictvím Slezské horské dráhy (Schlesische Gebirgsbahn), posléze se stalo regionálním železničním uzlem. Velký význam pro rozvoj města měla popularizace krkonošské turistiky na přelomu 19. a 20. století. V roce 1900 měla Jelení Hora 17 865 obyvatel, převážně Němců evangelického vyznání (katolíci tvořili 23 %, židé 1,9 %). Do roku 1933 se počet obyvatel zvýšil na 30 692 (75,5 % evangelíků, 19,1 % katolíků, 0,8 % aneb 240 židů).
V roce 1922 byla k Jelení Hoře přičleněna obec Cunnersdorf (polsky Kunice), která s ní stavebně srostla již v 19. století a v současnosti nemá formální status městské části a není ani obyvateli vnímána jako zvláštní čtvrť. Roku 1927 byl úřední název města pozměněn na Hirschberg in Riesengebirge (Jelení Hora v Krkonoších).
Během druhé světové války město neutrpělo takřka žádné škody. Rudá armáda sem vkročila až 9. května 1945, již po kapitulaci Německa. Podobu historického centra ovšem narušily rozsáhlé demolice prováděné od roku 1958 do poloviny 70. let. Měšťanské domy kolem Radničního náměstí (Plac Ratuszowy) byly nahrazeny moderními bytovými domy s historickými fasádami. V roce 1960, před zahájením výstavby sídliště Zabobrze a připojením Slezských Teplic či Sobieszówa, měla Jelení Hora 49 617 obyvatel. V roce 2004 žilo v jádrové části města 40 % všech obyvatel.

### Slezské Teplice

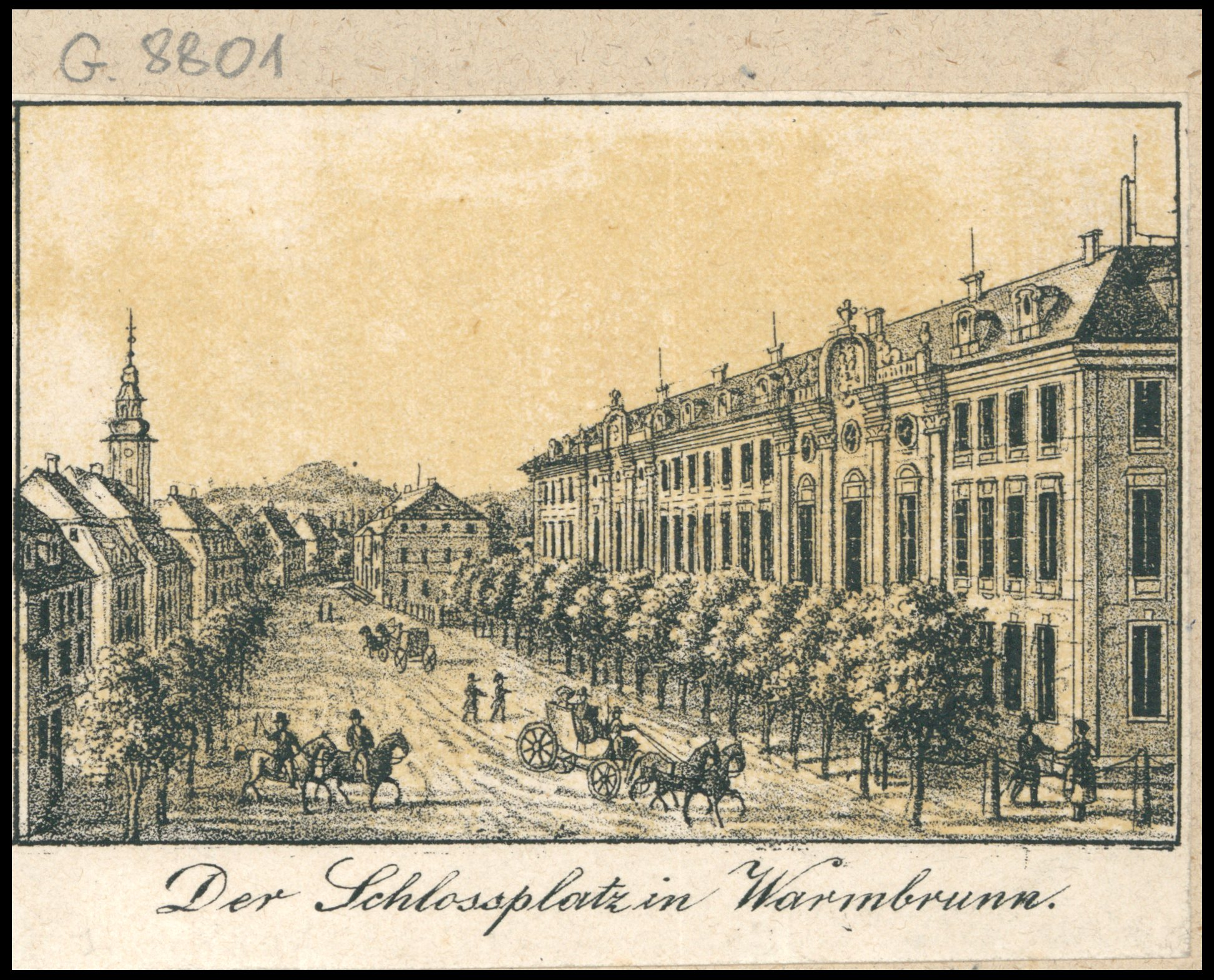
Zámek ve Slezských Teplicích kolem roku 1836

Plán obce z roku 1908

Geograficky jsou Slezské Teplice (polsky Cieplice Śląskie-Zdrój, německy Bad Warmbrunn) ústřední částí dnešního města. Leží zhruba 6 km jižně od centra Jelení Hory na soutoku Kamienné a Wrzosówky.
Poprvé se zmiňují v roce 1281, patřily ke statkům, které Bernard Hbitý daroval střehomským johanitům. Již tehdy se objevuje latinský název Calidus fons – teplý pramen. Někdy na přelomu 14. a 15. století ves koupil Gotsche II. Schoff a věnoval ji cisterciákům z opatství Křesobor. Ti zůstali jejími správci až do roku 1810, kdy pruský král Fridrich Vilém III. dal ve Slezsku zrušit většinu klášterů a sekularizovat církevní majetek. K propagaci Slezských Teplic přispěli v období renesance Caspar Hofman (Tractat de thermis hirschbergensis, 1591) a Kaspar Schwenckfeldt (Hirschbergischen Warmen Bades in Schlesien, 1607).
Gotscheho potomci přijali jméno Schaffgotschové a stali se jednou z nejvýznamnějších slezských šlechtických rodin. Po vyhoření hradu Kynast (Chojnik) v roce 1675 přesunuli své hlavní rodové sídlo do zámku ve Slezských Teplicích. V roce 1812 odkoupili zestátněné cisterciácké statky a tím pádem převzali i správu lázní, které se těšily velké popularitě a byly navštěvovány např. Goethem (1790) či budoucím americkým prezidentem Johnem Quincy Adamsem (1800).
V 18. a 19. století vznikla většina staveb, které dnes dotvářejí charakter historické lázeňské zóny. V roce 1891 byly Slezské Teplice napojeny na železnici (trať ve směru k české, tehdy rakouské hranici) a v roce 1897 získaly tramvajové spojení s Jelení Horou a Hermsdorfem (Sobieszówem). Celoněmecké slávy se dostalo Dřevořezbářské škole (Holzschnitzschule Bad Warmbrunn) existující v letech 1902–1945.
V roce 1935 byly Teplice povýšeny na město. Měly tehdy pět a půl tisíc obyvatel. Roku 1941 došlo k přičlenění obce Herischdorf (polsky Malinnik), která stavebně navazovala na východě. Součástí Jelení Hory se Slezské Teplice staly jako šestnáctitisícové město dne 2. června 1976. Na území Teplic vznikla dvě panelová sídliště: Orle na západě a XX-Lecia (Dvacetiletí) na jihovýchodě. Kromě toho se ve čtvrti staví mnoho rodinných domů. V roce 2004 zde žilo 18,5 % z celkového počtu obyvatel.

### Sobieszów

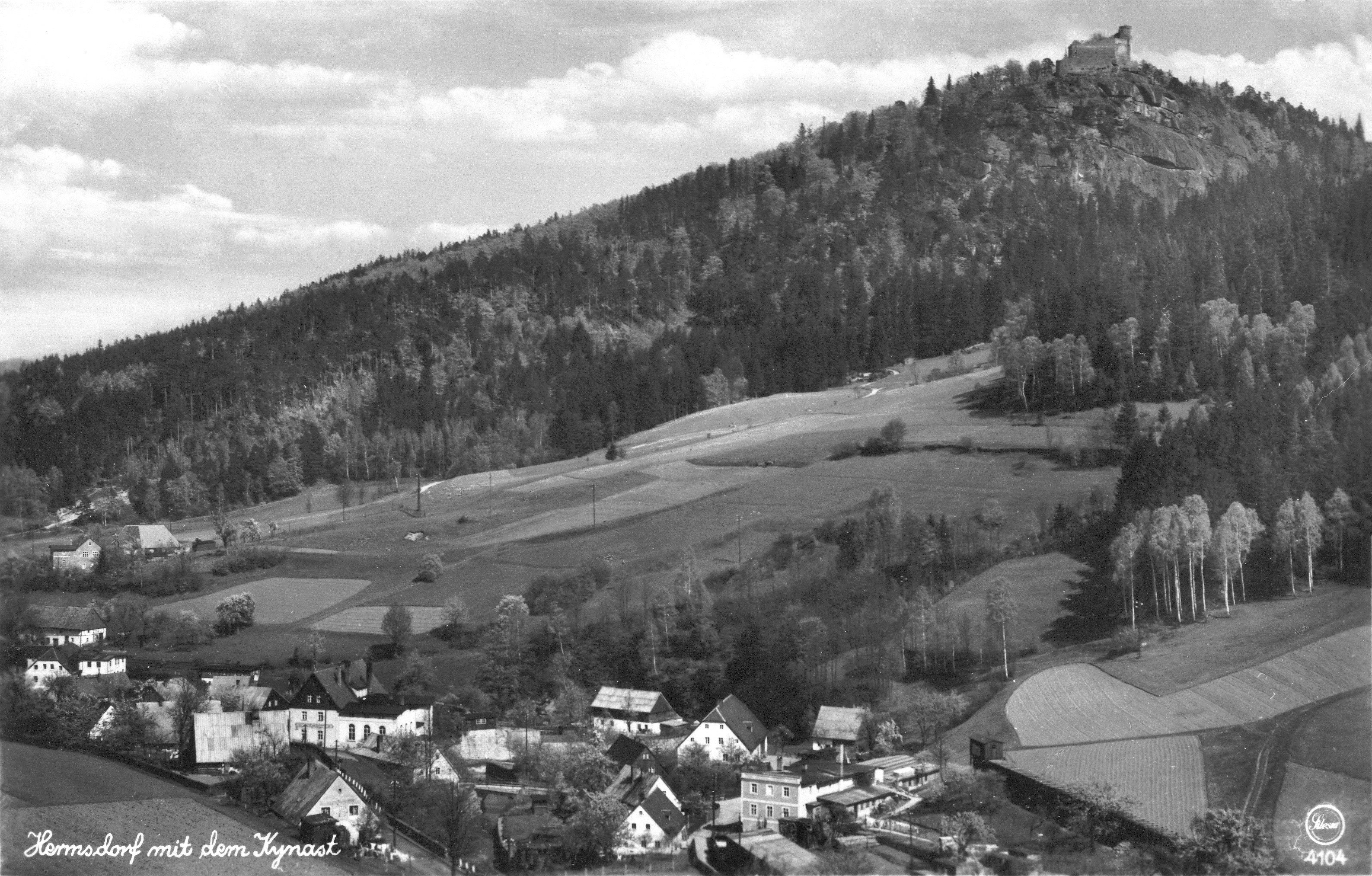
Hermsdorf a hrad Kynast na pohlednici z počátku 20. století

Sobieszów (někdy počeštěně Soběšov, německy Hermsdorf) leží na Wrzosówce jižně od Slezských Teplic, zhruba 9 km od centra Jelení Hory.
První zmínka o Hermani villa pochází z registru Liber fundationis episcopatus Vratislaviensis sepsaného na přelomu 13. a 14. století (často se uvádí rok 1305). Předválečný úřední název Hermsdorf unterm Kynast zdůrazňuje polohu obce na úpatí hory Kynast neboli Chojnik, ne jejímž vrcholu se tyčí zřícenina hradu, který býval hlavním rodovým sídlem Schaffgotschů. Zdejší statky patřily Schaffgotschům nepřetržitě až do konce druhé světové války, měli zde také od 18. století letní rezidenci.
Status města obdržel Sobieszów v roce 1962, předtím osm let existoval jako sídlo městského typu. Součástí Jelení Hory se stejně jako Slezské Teplice stal dne 2. června 1976. Měl tehdy čtyři a půl tisíce obyvatel. V roce 2004 zde žilo 4 305 osob, což představovalo 5 % z celkového počtu obyvatel.

### Jagniątków

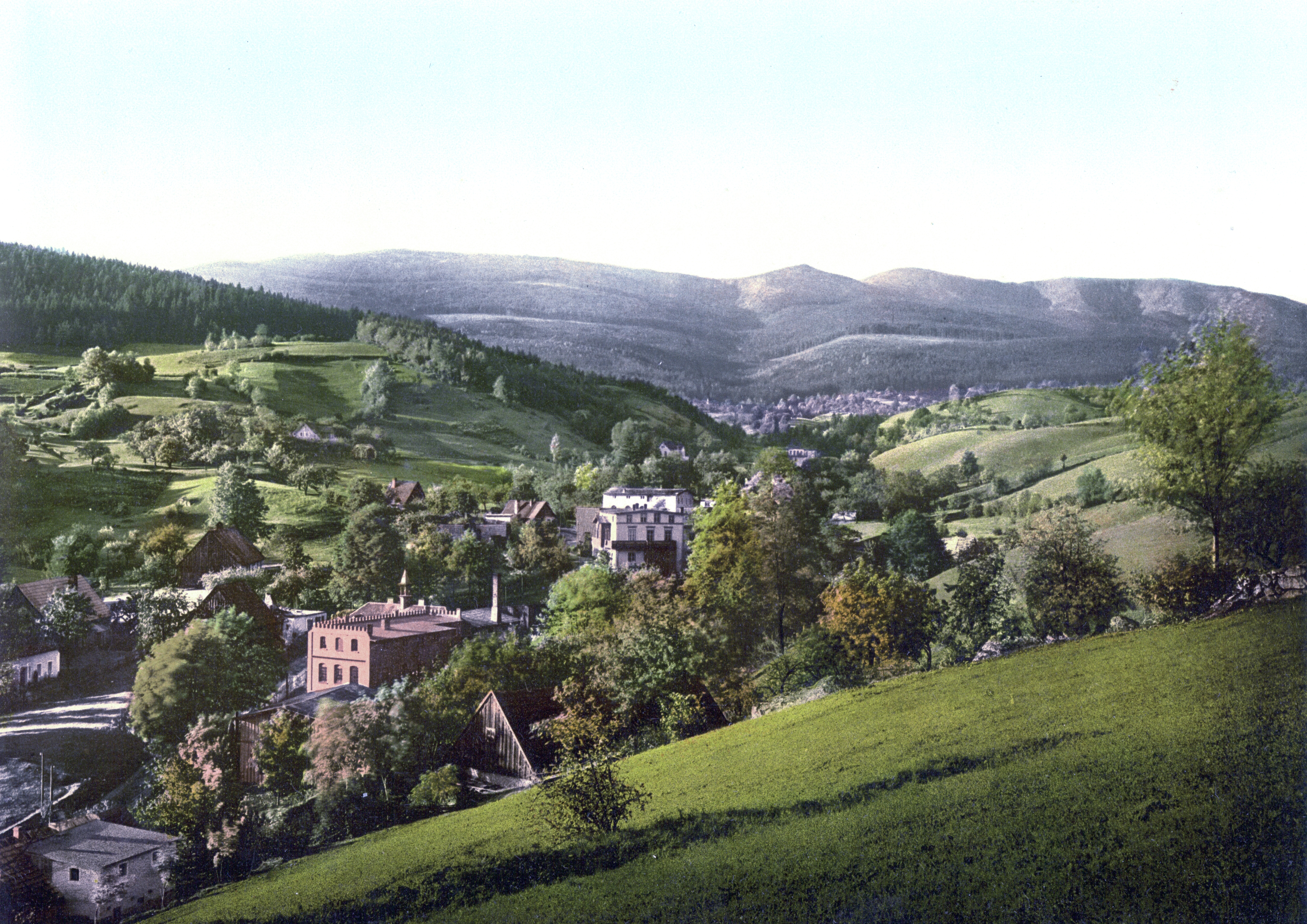
Agnetendorf v roce 1900

Jagniątków (německy Agnetendorf) je nejjižnější jelenohorskou čtvrtí. Rozkládá se na horním toku Wrzosówky na úpatí Slezského hřbetu Krkonoš 12 km od centra. Jagniątkówský katastr sahá až k státní hranici a z velké části jej zaujímá Krkonošský národní park. Spadají do něj severní svahy Dívčích (1414 m n. m.) a Mužských kamenů (1415 m  n. m.) a také severovýchodní svahy hory Śmielec (1424 m n. m.)
Vesnici byla založena kolem roku 1650 českými exulanty. Za svůj název údajně vděčí Barboře Anežce Brežské, dceři lehnicko-břežského knížete Jáchyma Bedřicha (Lehnicko a Břežsko zůstaly protestantské i po vestfálském míru) a manželce Hanse Ulricha Schaffgotsche, která se jich ujala. V roce 1767 zde žilo 107 rodin, hlavním zdrojem obživy bylo pastýřství, lesnictví a tkalcovství.
V druhé polovině 19. století se Agnetendorf stal oblíbeným turistickým cílem. Roku 1901 si zde postavil dům Gerhart Hauptmann.
Jagniątków existoval jako samostatná vesnice do roku 1954. Následně byl připojen k Sobieszówu a v roce 1976 k městu Piechowice. Součástí Jelení Hory se stal od 1. ledna 1998 na základě referenda, ve kterém se pro změnu územní příslušnosti vyslovilo 92 % hlasujících. V roce 2004 měl 662 obyvatel (0,8 % celého města).

### Strupice / Zabobrze

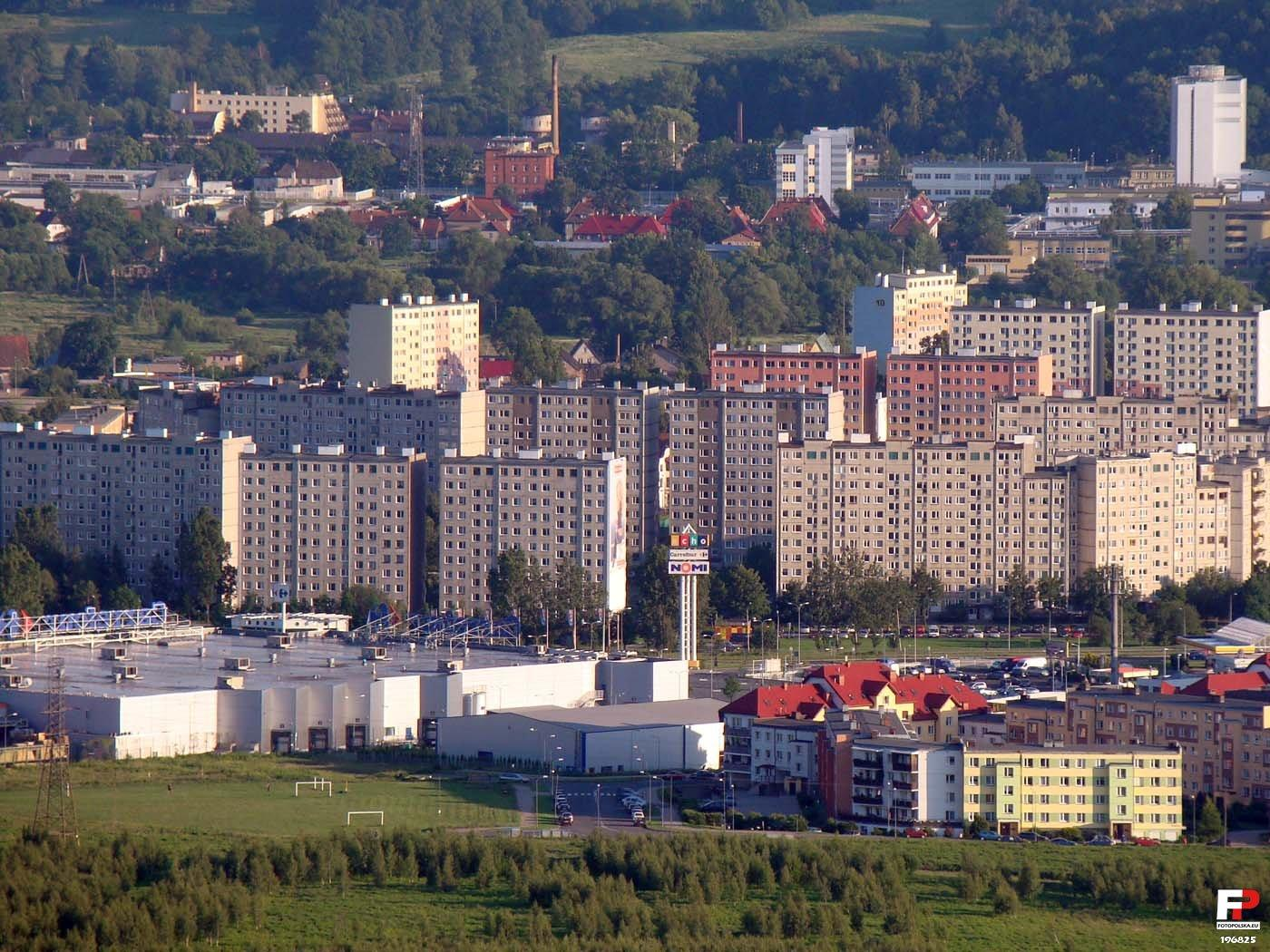
Pohled na sídliště Zabobrze v roce 2009

Strupice (německy Straupitz) jsou původně lesní lánová ves, typická pro slezské Podkrkonoší, táhnoucí se na pravém (severním) břehu Bobru naproti východnímu předměstí Jelení Hory. První zmínka pochází z roku 1288. Od roku 1485 ves byla majetkem města a po staletí sloužila jako jeho zemědělská základna. V roce 1954 byla formálně přičleněna k Jelení Hoře, čítala v té době kolem dvou tisíc obyvatel. Krátkodobě v letech 1945–1946 byl zaveden název Raszyce.
V roce 1961 bylo rozhodnuto o zahájení výstavby sídliště Zabobrze (Zábobří) v extravilánu bývalé vesnice. První panelové domy byly postaveny mezi 1965 až 1967 v ulici Paderewskiego: tzv. Zabobrze I. Výstavba obytných komplexů Zabobrze II. a Zabobrze III. pokračovala v 70. a 80. letech 20. století. Vzniklo tak zdaleka největší jelenohorské sídliště, kde v roce 2004 žilo 31,9 % všech obyvatel. Na Zabobrzi se usadili mimo jiné obyvatelé zlikvidovaného města Miedzianka.

### Ostatní části města

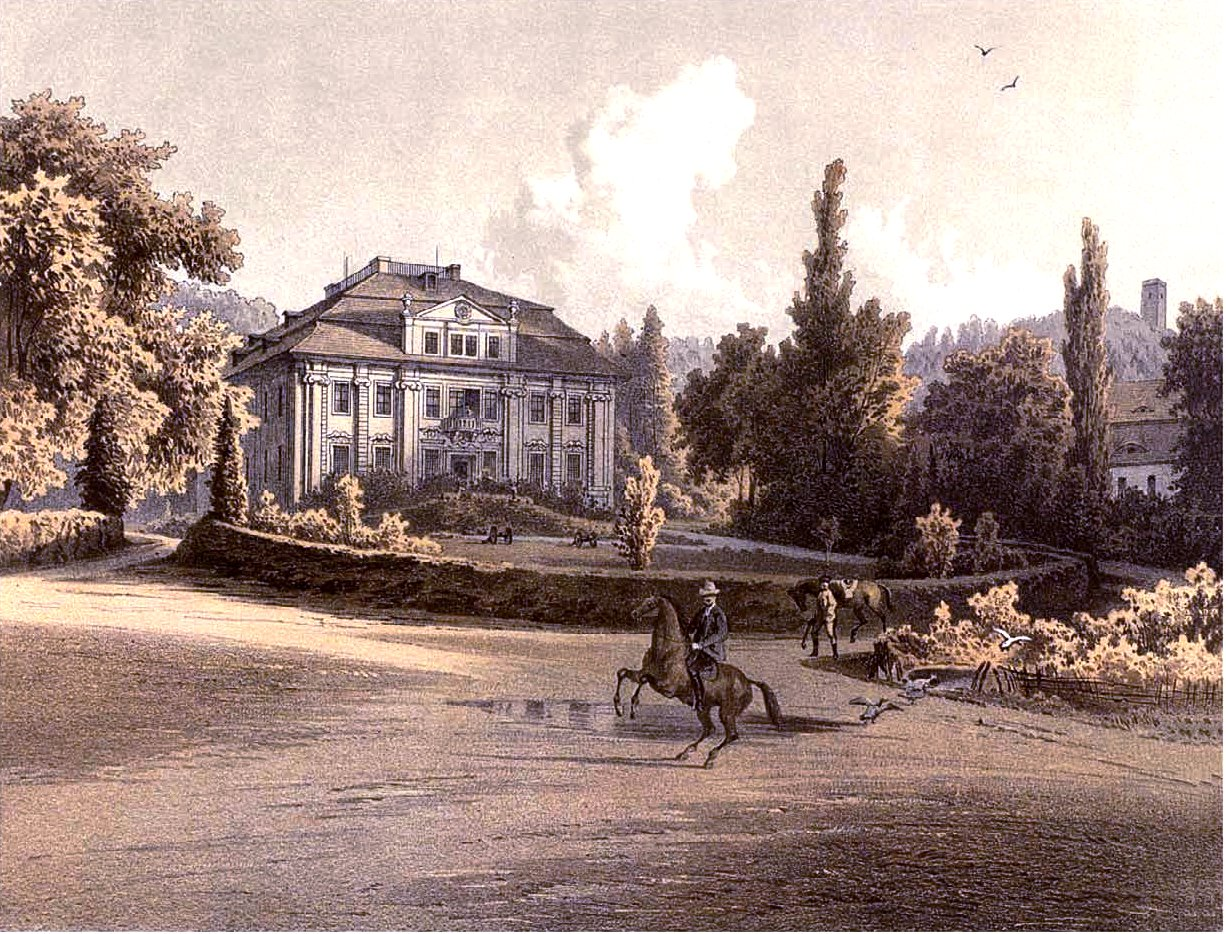
Neexistující zámek Maiwaldau v polovině 19. století

- Czarne (Schwarzbach) – leží jihovýchodně od Jelení Hory na potoku Pijawnik; vesnice poprvé zmiňovaná v Liber fundationis episcopatus Vratislaviensis, připojená v roce 1973; v roce 2004 měla 1 429 obyvatel (1,7 %), tento počet se ale zvyšuje kvůli probíhající intenzivní výstavbě rodinných domů;
- Goduszyn (Gotschdorf) – leží v západní části města u silnice na Sklářskou Porubu (Trasa Czeska); vesnice poprvé zmiňovaná v Liber fundationis episcopatus Vratislaviensis, připojená v roce 1973; 456 obyvatel (0,5 %) v roce 2004;
- Grabary (Hartau) – malá ves (140 obyvatel v roce 2004) mezi Strupicemi a Maciejowou; první zmínka z roku 1369, připojená v roce 1954;
- Maciejowa (Maiwaldau) – nejvýchodnější část města; lesní lánová ves poprvé zmiňovaná v Liber fundationis episcopatus Vratislaviensis, připojená v roce 1976; 965 obyvatel (1,1 %) v roce 2004; v minulosti byla majetkem Zedlitzů, Schaffgotschů, Beckerů a dalších rodů; chloubou obce býval zámek, který po druhé světové válce chátral a v roce 1965 byl zbourán;

## Pamětihodnosti a turistické cíle

### Jelení Hora

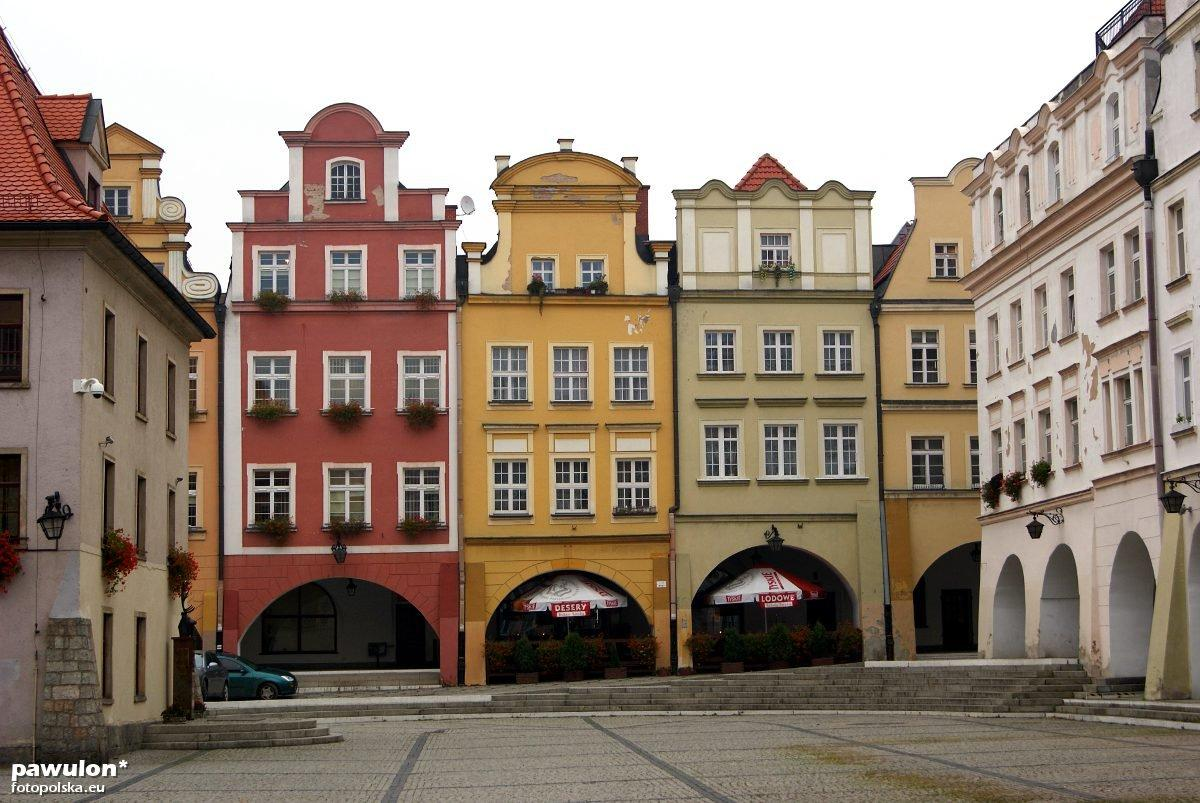
Domy na Radničním náměstí

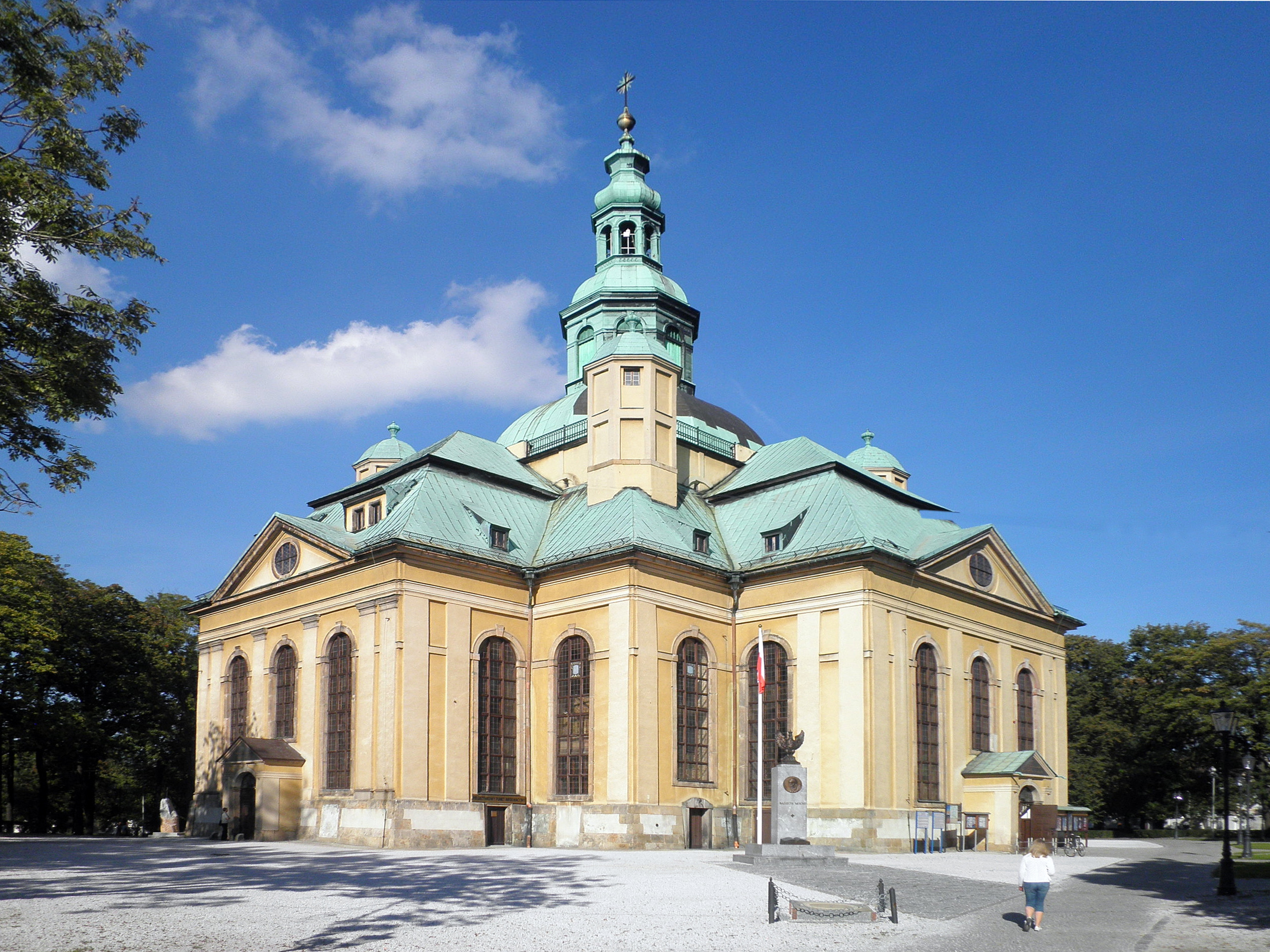
Kostel Povýšení svatého Kříže

- Radniční náměstí (Plac Ratuszowy) – centrální náměstí v historickém jádru města; jeho zástavba prošla přestavbou v 60. letech 20. století: za renesančními, barokními či klasicistními fasádami se ve skutečnosti skrývají moderní bytové domy; uprostřed se nachází radnice z let 1744–1749 spojená v roce 1910 se stavebním komplexem Sedm domů (Siedem Domów), který byl rovněž přestavěn do současné podoby v 60. letech 20. století;[35] na náměstí stojí Neptunova socha z roku 1727, která symbolizuje dobré obchodní vztahy místních kupců se zámořskými zeměmi[36];
- Pozůstatky hradeb: bašta Grodzka ve stejnojmenné ulici adaptovaná pro hotelové účely,[37] věž Hradní brány (západní městské brány) v ulici Jasna a věž Vojanovské brány (východní městské brány) v ulici 1 Maja tvořící hlavní pěší zónu Jelení Hory; s věží Vojanovské brány je propojena kaple svaté Anny – někdejší rondel sloužící církevním účelům od 16. století a přestavěný do barokní podoby v letech 1709–1715;[38]
- Bazilika svatého Erasma a Pankráce – gotický farní kostel (katolický) v historickém jádru města postavený na místě staršího na přelomu 14. a 15. století; pozdější přestavby ovlivnily především interiér, v němž se střídají různé stylové prvky, např. renesanční kazatelna z roku 1569, manýristická hrobní kaple z roku 1609 či barokní hlavní oltář od norského sochaře Thomas Weisfeldta z roku 1718;[39][40]
- Kostel Povýšení Svatého Kříže – původně evangelický, jeden ze sedmi kostelů milosti postavených ve Slezsku na základě Altranstädtské konvence; výstavba proběhla v letech 1709–1718 podle návrhu tallinského architekta Martina Frantze, inspirací byl kostel Kateřiny Švédské ve Stockholmu; po druhé světové válce byl předán katolíkům; nachází se v ulici 1 Maja na někdejším Vojanovském předměstí a je obklopen areálem bývalého evangelického hřbitova s osmnácti pohřebními kaplemi postavenými mezi lety 1716 až 1770;[41]
- Kostel svatého Petra a Pavla – barokní kostelík z roku 1737 v ulici 1 Maja, původně katolický, od roku 1948 pravoslavný;[42]
- Divadlo Cypriana Kamila Norwida – původně Dům umění a spolků (Kunst- und Vereinhaus); přepychová secesní budova na třídě Wojska Polskiego postavená podle návrhu Alfreda Daehmela v letech 1903–1904; v srpnu 1945 se zde konala první polská divadelní premiéra na tzv. Znovuzískaných územích;[43]
- Kościuszkův kopec (Wzgórze Kościuszki, 397 m n. m.) – na jeho svazích se rozkládá městský park založený v roce 1780, jehož zajímavostí jsou mj. archeologické relikty popravčího místa z období raného novověku (kopci se říká také Šibeniční) nebo geologický profil Krkonoš odhalený v podobě pomníku v roce 1902;[44] v budově z roku 1914 na úpatí kopce sídlí Krkonošské muzeum (Muzeum Karkonoskie) věnované historii města a regionu;[45]
- Borowy Jar – lesní komplex táhnoucí se severozápadně od města podél soutěsky Bobru, populární výletní cíl obyvatel Jelení Hory; turistické stezky vedou k přehradní nádrži Modré jezero (Jezioro Modre, vytvořeno 1924–1925) a horské chatě Perla západu (Perła Zachodu, postaveno 1927) na katastru sousední obce Siedlęcin; zajímavostí jsou početné skalní útvary, ostrov Konec Světa (Koniec Świata) s pozůstatky staré papírny či železniční most, který překlenuje soutěsku ve výšce 33 m;[46]

### Slezské Teplice

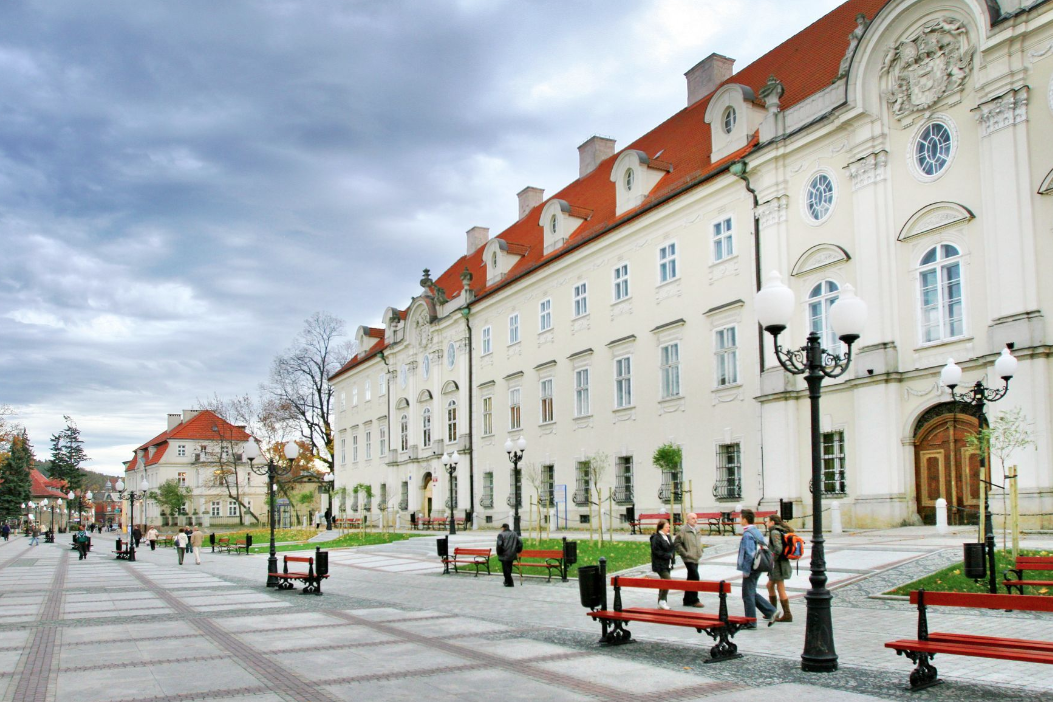
Promenáda a Schaffgotschský zámek

Centrum Slezských Teplic tvoří lázeňská zóna s řadou lázeňských domů (v současnosti ve správě společnosti Uzdrowisko Cieplice), hotelů a vil. Nejstarším dochovaným objektem je tzv. Dlouhý dům postavený cisterciáky v letech 1689–1693. Po rekonstrukci plní opět původní lázeňskou funkci, přičemž před rokem 1945 byly sem po více než sto let umístěny historické, přírodovědecké a umělecké sbírky Schaffgotschů. Z dlouhého 19. století pocházejí mj. lázně Lalka, Edward či Marysieńka. Hlavní lázeňský komplex v ulici Ściegiennego (naproti Dlouhému domu) byl dokončen v roce 1931 a je příkladem funkcionalismu.

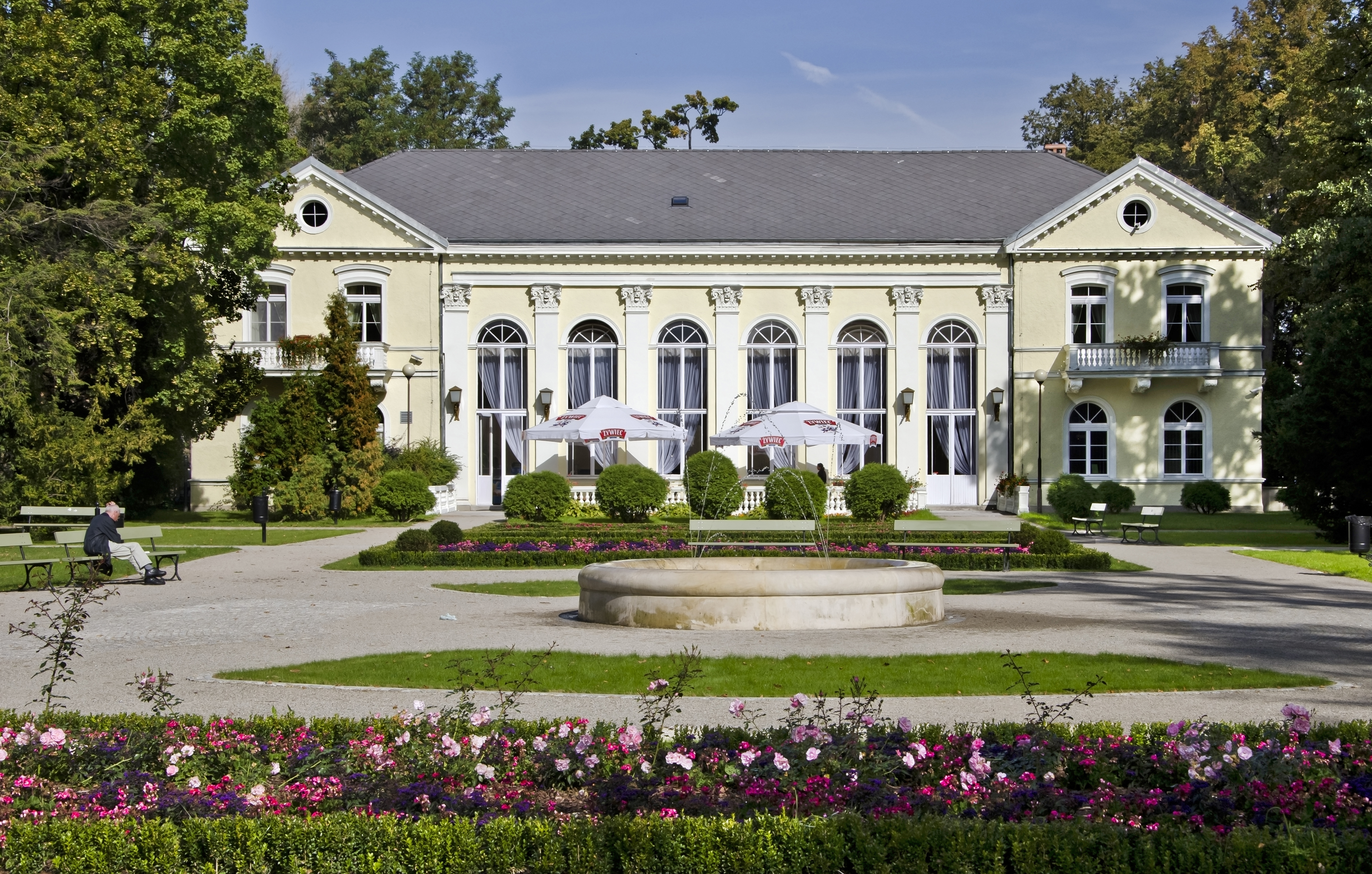
Lázně Edward

Na jižní straně teplické promenády se vyjímá Schaffgotschský zámek – monumentální barokní stavba s 81 m dlouhým průčelím postavená na místě staršího zámečku v letech 1784–1788. Až do roku 1945 byl hlavním sídlem rodu, v současnosti slouží pobočce Vratislavského vysokého učení technického. Zámecký park je již od 19. století zpřístupněn jako součást lázeňské zóny, dokonce se nyní nazývá Lázeňský park (Park Zdrojowy). Jeho ozdobou je klasicistní budova Lázeňského divadla (nyní dětská scena Zdrojowy Teatr Animacji) z roku 1836. Jižním směrem navazuje Norský park (Park Norweski) založený v roce 1906 na pozemcích teplického podnikatele Eugena Füllnera, jehož charakteristickým prvkem je dřevěný pavilon napodobující tradiční norské stavitelství.
Bývalý cisterciácký klášter postavený mezi lety 1671–1684, který uzavírá lázeňskou zónu na západě, se po rozsáhlé rekonstrukci stal v roce 2013 sídlem Přírodovědeckého muzea (Muzeum Przyrodnicze). Přiléhá k němu katolický kostel svatého Jana Křtitele – barokní, dokončený v roce 1714, se samostatnou zvonicí. Mají ho ve správě piaristé. Druhou církevní památkou Slezských Teplic je evangelický kostel Spasitele z roku 1779.

### Sobieszów

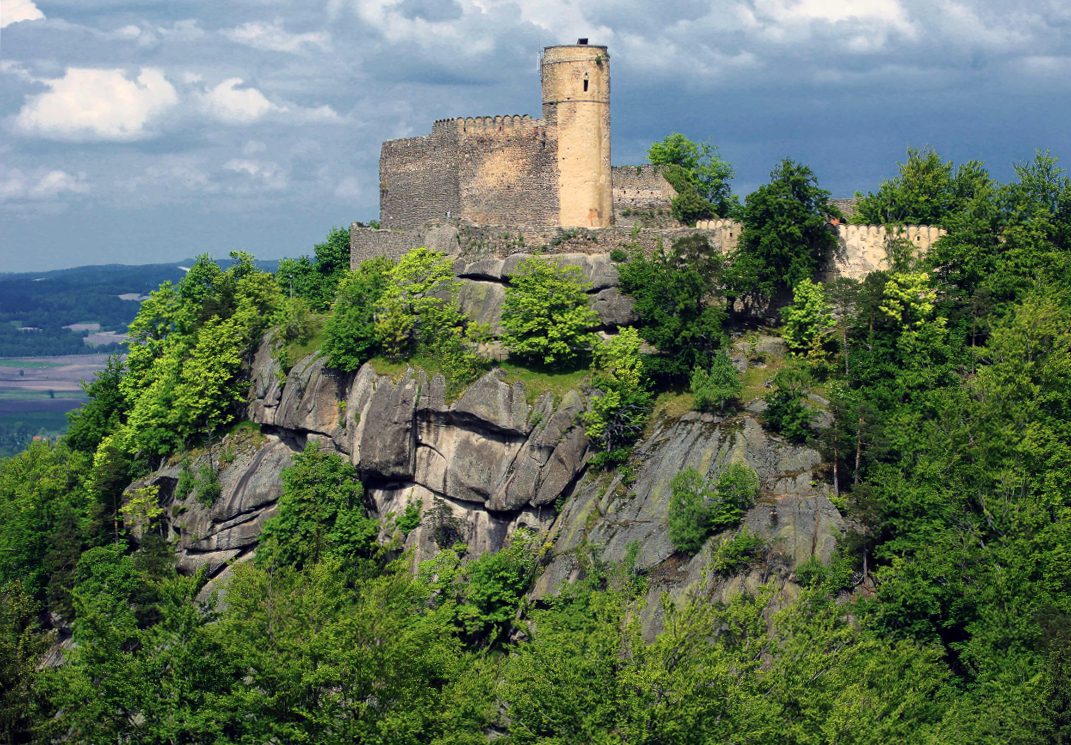
Zřícenina hradu Chojnik

- Hrad Chojnik (Kynast) tyčící se nad Sobieszówem na stejnojmenné hoře (627 m n. m.) – poprvé připomínaný v roce 1364;[59] byl hlavním rodovým sídlem Schaffgotschů od konce 14. století do roku 1675, kdy vyhořel následkem blesku; od té doby je zříceninou, severní bašta byla roku 1860 upravena na turistickou chatu; od roku 1989 se na hradě každoročně v létě pořádají rekonstrukce rytířských turnajů;[60]
- Zámek – barokní, postavený v letech 1705–1712, před rokem 1945 letní rezidence Schaffgotschů; v současnosti je majetkem Krkonošského národního parku, který v něm po zahájené v roce 2020 rekonstrukci plánuje zřídit své sídlo a také muzeum a vzdělávací středisko;[61]
- Kostel Nejsvětějšího Srdce Páně – původně evangelický z roku 1745, po druhé světové válce byl předán katolíkům;[62]
- Kostel svatého Martina – původní farní katolický kostel existující od středověku, přestavěný na přelomu 16. a 17. století a v období baroka;[63]

### Jagniątków

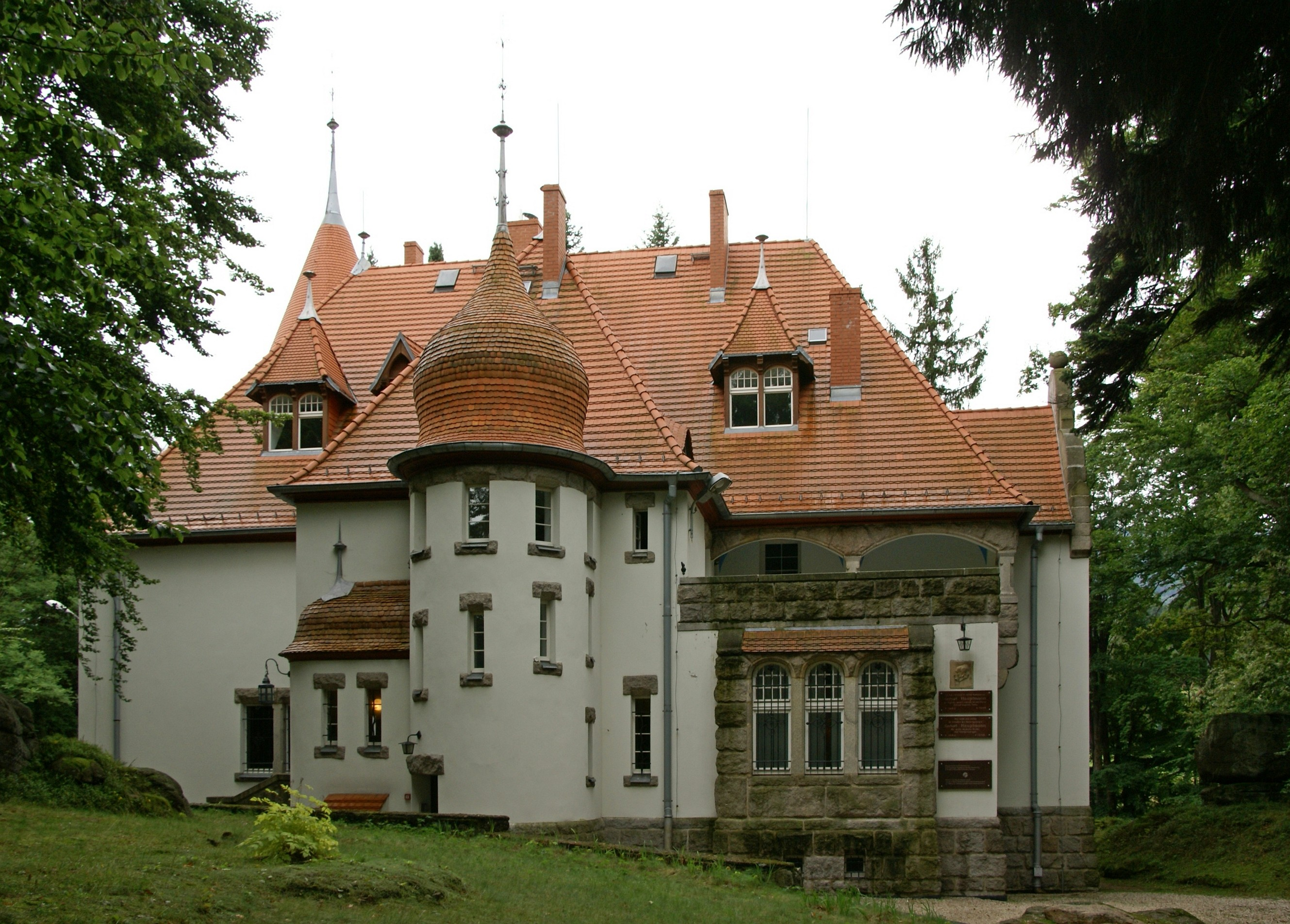
Dům Gerharta Hauptmanna

- Dům Gerharta Hauptmanna – novorománská vila z roku 1901 podle návrhu berlínského architekta Hanse Griesebacha, ve které věhlasný spisovatel a nositel Nobelovy ceny za literaturu pobýval (střídavě s ostrovem Hiddensee) po celou druhou půlku života a zde v roce 1946 zemřel; sám majitel ji pojmenoval Villa Wiesenstein aneb Luční kámen; od roku 2005 se zde nachází muzeum věnované Hauptmannovu životu a tvorbě;[30]
- Krkonošský národní park

## Doprava

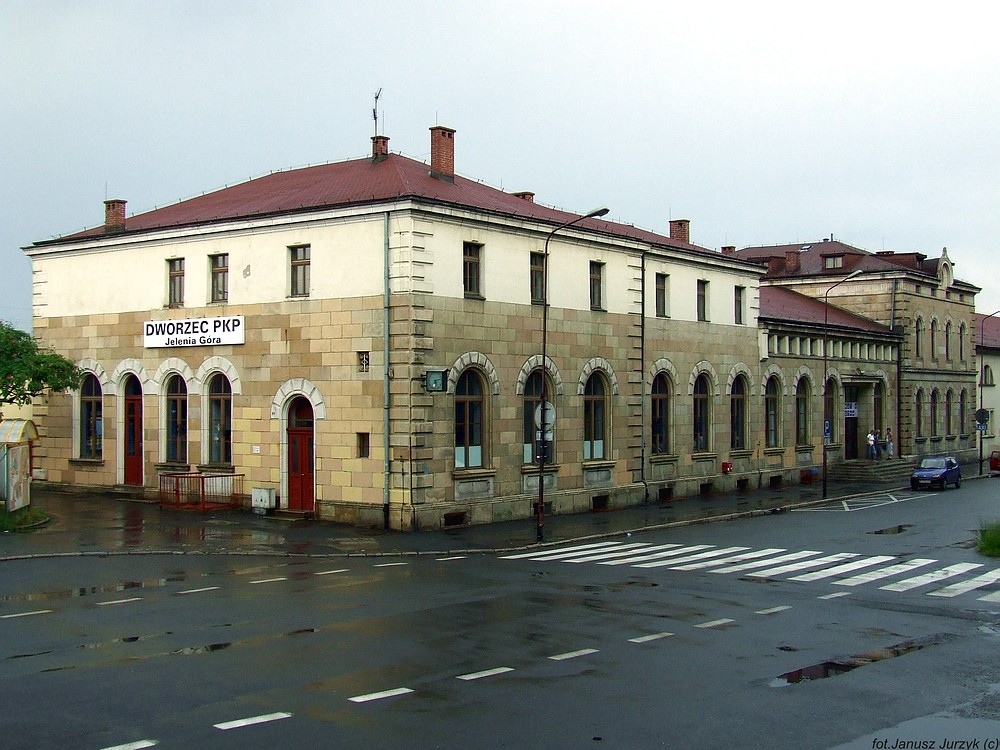
Hlavní nádraží

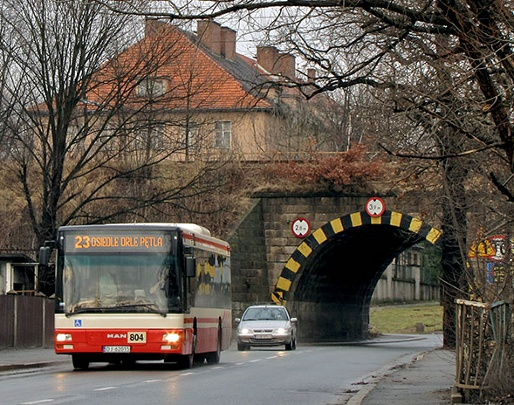
Autobus MZK Jelenia Góra

Jelení Horou prochází železniční trať Vratislav–Zhořelec (v Polsku označená číslem 274), která zahrnuje historickou Slezskou horskou dráhu (Schlesische Gebirgsbahn) vybudovanou v letech 1863–1868. Odbočuje od ní trať Jelení Hora–Harrachov (číslo 311) nazývaná Jizerská dráha (Zackenbahn). Provoz na lokálních tratích do Kamenné Hory přes Kowary (s další odbočkou do Karpacze) a do města Lwówek Śląski (Lemberk) byl trvale zrušen v počátcích 21. století. V současnosti (2021) se počítá s jeho obnovením. Kromě hlavního nádraží Jelenia Góra, které leží východně od centra na Vojanovském Předměstí, se na území města nachází šest vlakových stanic a zastávek. Jsou to: Jelenia Góra Zabobrze, Jelenia Góra Zachodnia (Západní), Jelenia Góra Przemysłowa (u průmyslové zóny mezi centrem a Slezskými Teplicemi), Jelenia Góra Cieplice (slezskoteplické nádraží), Jelenia Góra Orle (na stejnojmenném sídlišti ve Slezských Teplicích) a Jelenia Góra Sobieszów. Regionální dopravu obsluhuje dopravce Koleje Dolnośląskie (Dolnoslezské dráhy) na linkách D6 Vratislav–Sklářská Poruba a D19 Jelení Hora–Zhořelec (Görlitz). PKP Intercity provozuje dálkové spoje do Varšavy a Krakova (některé prodloužené do Bělostoku a Přemyšle), společnost Polregio pak jeden vlak denně ze Sklářské Poruby do Poznaně (jízdní řád 2020/2021).
Jelení Horou prochází národní silnice (droga krajowa) č. 3, která tvoří páteřní spojení mezi severozápadním Polskem a hraničním přechodem Harrachov/Jakuszyce, kde navazuje česká silnice I/10. Odbočuje od ní národní silnice č. 30 Jelení Hora – Lubáň – Zhořelec. Vojvodská silnice (droga wojewódzka) č. 365 spojuje Jelení Horu s Javorem a vojvodská silnice č. 367 s Kowary. Městskou částí Sobieszów prochází vojvodská silnice č. 366 Kowary – Piechowice.
Městskou hromadnou dopravu provozuje dopravní podnik MZK Jelenia Góra na 26 denních a dvou nočních autobusových linkách (stav 2021), které obsluhují nejen území města, ale i sousední gminy Piechowice, Jeżów Sudecki, Mysłakowice, Janowice Wielkie a Podgórzyn. V letech 1897–1969 existovala zde malá síť meziměstských tramvají spojujících Jelení Horu, Slezské Teplice, Sobieszów a Podgórzyn. Regionální autobusovou dopravu provozuje především PKS Tour Jelenia Góra v rámci systému Okresní krkonošské dopravy (Powiatowa Komunikacja Karkonoska, devět linek mj. do Kowarů, Karpacze a Sklářské Poruby) a na několika dalších trasách. Mimoto existuje několik soukromých dopravců jak v lokální, tak dálkové dopravě. Flixbus nabízí spojení mezi Jelení Horou a Prahou. Autobusové nádraží se nachází v ulici Obrońców Pokoju západně od historického centra a je propojeno s nákupním centrem Nowy Rynek.
Na východním okraji města se nachází sportovní letiště (ICAO kód: EPJG) se třemi ranveji, které patří Jelenohorskému aeroklubu (Aeroklub Jeleniogórski).

## Významné osobnosti
- Jáchym Bulín (1934–2021) – skokan na lyžích, člen československé reprezentace v letech 1954–1959 a její trenér v letech 1970–1978
- Babette von Bülow (1850–1927) – spisovatelka, autorka novel a komedií
- Otto Finsch (1839–1917) – etnolog, ornitolog, cestovatel a obchodník proslulý svým podílem na vytváření kolonie Německá Nová Guinea
- Hermann Goedsche neboli Sir John Retcliffe (1815–1878) – spisovatel, autor legendy, která inspirovala tvůrce Protokolů sionských mudrců; žil ve Slezských Teplicích v letech 1874–1878
- Gerhart Hauptmann (1862–1946) – spisovatel, nositel Nobelovy ceny za literaturu z roku 1912; žil v Agnetendorfu v letech 1901–1946
- Georg Heym (1887–1912) – spisovatel a básník, představitel raného expresionismu
- Karl Joël (1864–1934) – filozof
- Tomasz Kammel (* 1971) – novinář a televizní moderátor
- Gustav Wilhelm Körber (1817–1885) – botanik, odborník na lišejníky; na jeho počest jsou pojmenovány druhy Koerberia a Koerbieriella
- Hanna Reitsch (1912–1979) – zkušební pilotka, jedná ze dvou žen držitelek Železného kříže I. třídy
- Jeremias Benjamin Richter (1765–1807) – chemik, zakladatel stechiometrie
- Filip Gotthard Schaffgotsch (1715–1795) – římskokatolický kněz a biskup vratislavský, významný hudební mecenáš
- Kaspar Schwenckfeldt (1563–1609) – přírodovědec, městský lékař v Hiršperku od roku 1593, badatel termálních pramenů, propagátor lázní Slezské Teplice
- Piotr Skarga (* 1948) – herec
- Ryszard Skowronek (* 1949) – atlet, mistr Evropy v desetiboji z roku 1974
- Philipp Sonntag (* 1941) – herec, satirik a výtvarník
- Hermann Amandus Schwarz (1843–1921) – matematik, zabýval se především komplexní analýzou; je po něm pojmenována mj. Cauchyho–Schwarzova nerovnost

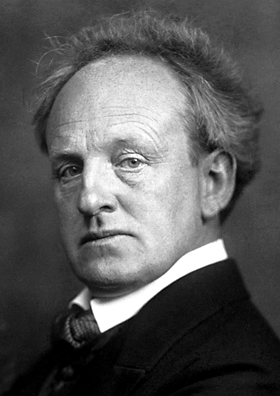
Gerhart Hauptmann
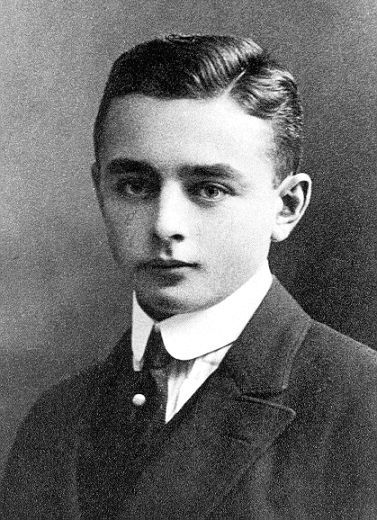
Georg Heym
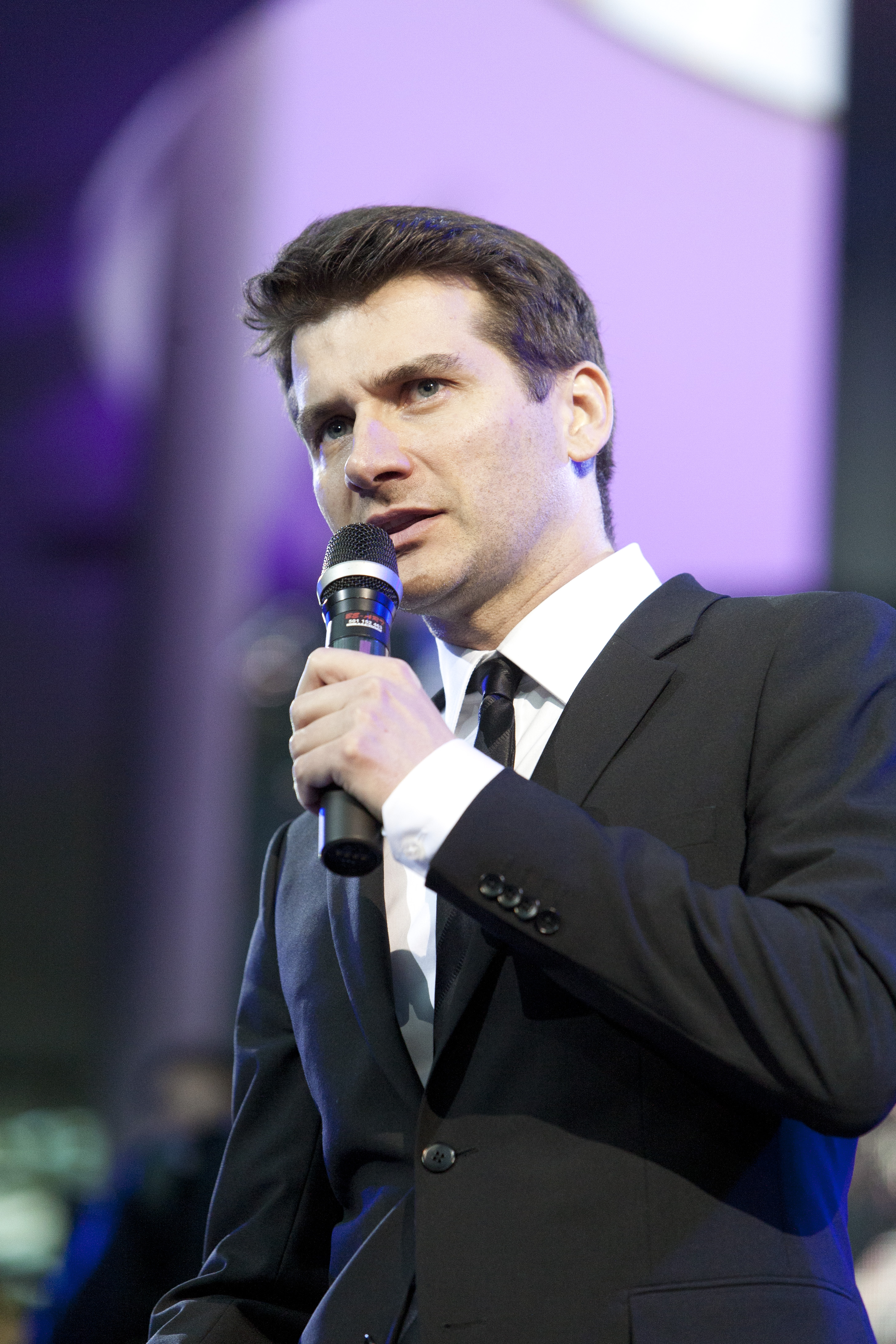
Tomasz Kammel
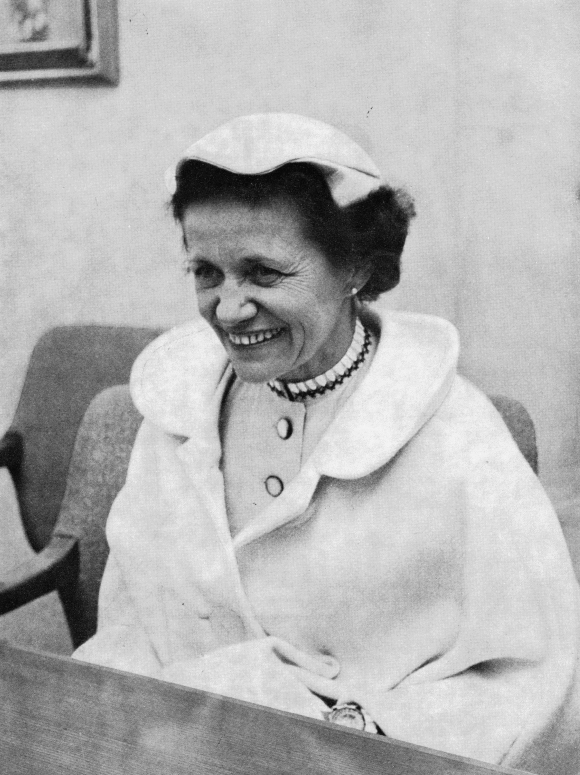
Hanna Reitsch
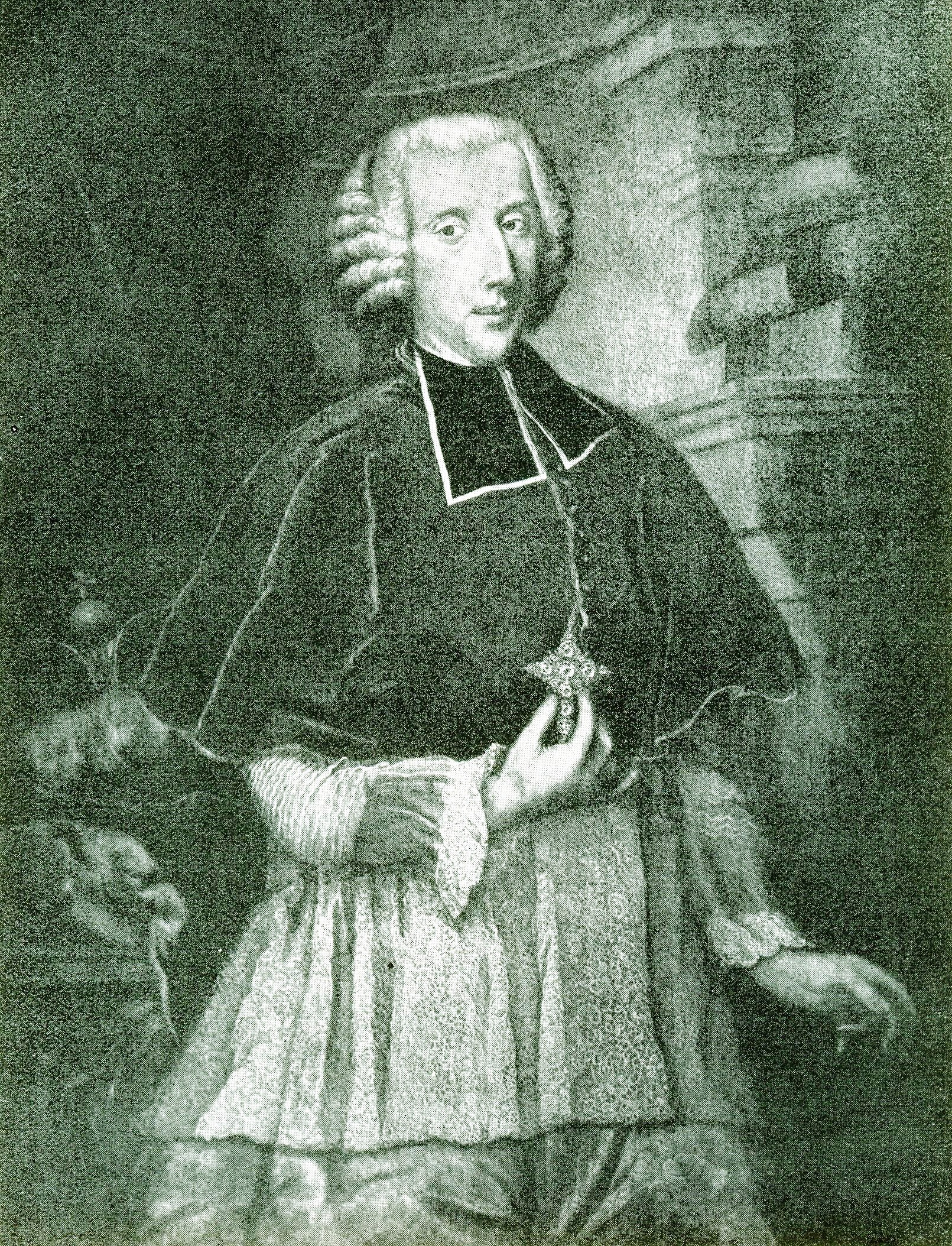
Filip Gotthard Schaffgotsch
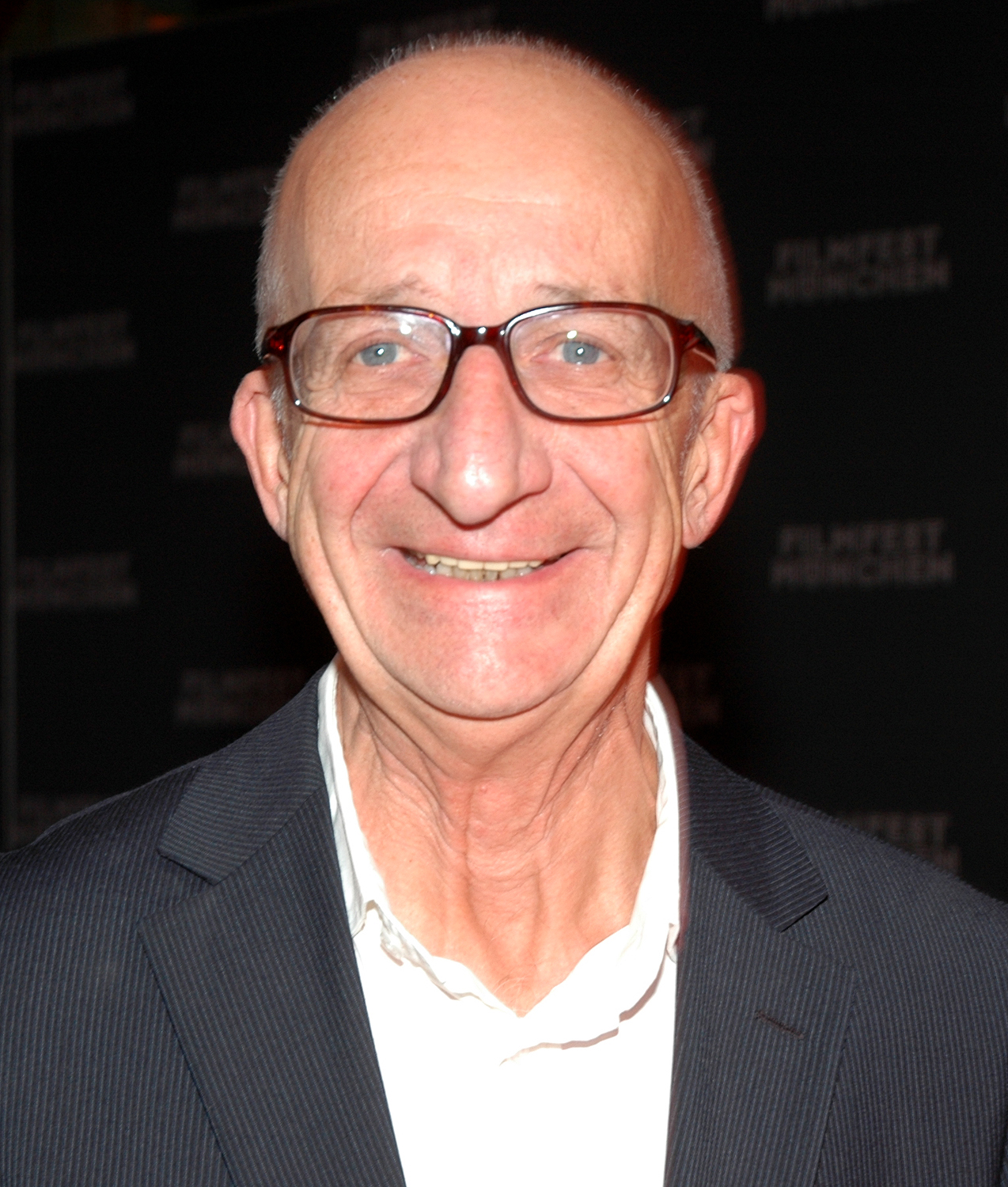
Philipp Sonntag

## Partnerská města
- Boxberg, Německo
- Budyšín, Německo
- Cervia, Itálie
- Čchang-čou, Čína
- Erftstadt, Německo
- Heidelberg, Německo
- Jablonec nad Nisou, Česko
- Międzyzdroje, Polsko
- Randers, Dánsko
- Severodoněck, Ukrajina
- Tequila, Jalisco, Mexiko
- Tyler, Texas, USA
- Valkeakoski, Finsko

V reakci na ruskou vojenskou invazi na Ukrajinu v roce 2022 bylo ukončeno partnerství s ruským městem Vladimir.